# Região Geográfica Imediata de Valença (Bahia)
A Região Geográfica Imediata de Valença é uma das 34 regiões imediatas do estado brasileiro da Bahia, uma das 4 regiões imediatas que compõem a Região Geográfica Intermediária de Santo Antônio de Jesus e uma das 509 regiões imediatas no Brasil, criadas pelo IBGE em 2017. É composta de 8 municípios.